# Блез Нкуфо
Блез Нкуфо (нім. Blaise Nkufo, нар. 25 травня 1975, Кіншаса) — колишній швейцарський футболіст конголезького походження, нападник.
Насамперед відомий виступами за клуб «Твенте», а також національну збірну Швейцарії.

## Клубна кар'єра
Народився 25 травня 1975 року в місті Кіншаса. У віці семи років разом з батьками переїхав в Швейцарію, де незабаром отримав громадянство. Вихованець футбольної школи клубу «Лозанна».
У дорослому футболі дебютував 1993 року виступами за «Лозанну», в якій провів один сезон, взявши участь лише у 2 матчах чемпіонату.
З 1994 по 2003 рік грав у складі низки швейцарських команд, а також катарський «Аль-Арабі» та німецькі «Майнц 05» і «Ганновер 96», проте в жодній з команд більш ніж на два сезони не затримувався.
Своєю грою за останню команду привернув увагу представників тренерського штабу нідерландського «Твенте», до складу якого приєднався 2003 року. Відіграв за команду з Енсхеде наступні сім сезонів своєї ігрової кар'єри. Більшість часу, проведеного у складі «Твенте», був основним гравцем атакувальної ланки команди і одним з головних бомбардирів команди, маючи середню результативність на рівні 0,51 голу за гру першості. А в останньому сезоні навіть допоміг клубу вибороти титул чемпіона Нідерландів.
Завершив професійну ігрову кар'єру у американському клубі «Сіетл Саундерс», за який виступав протягом 2010 року.

## Виступи за збірну
2000 року дебютував в офіційних матчах у складі національної збірної Швейцарії.
У складі збірної був учасником чемпіонату світу 2010 року у ПАР.
Всього протягом кар'єри у національній команді, яка тривала 11 років, провів у формі головної команди країни 35 матчів, забивши 7 голів.

## Статистика виступів

### Статистика клубних виступів

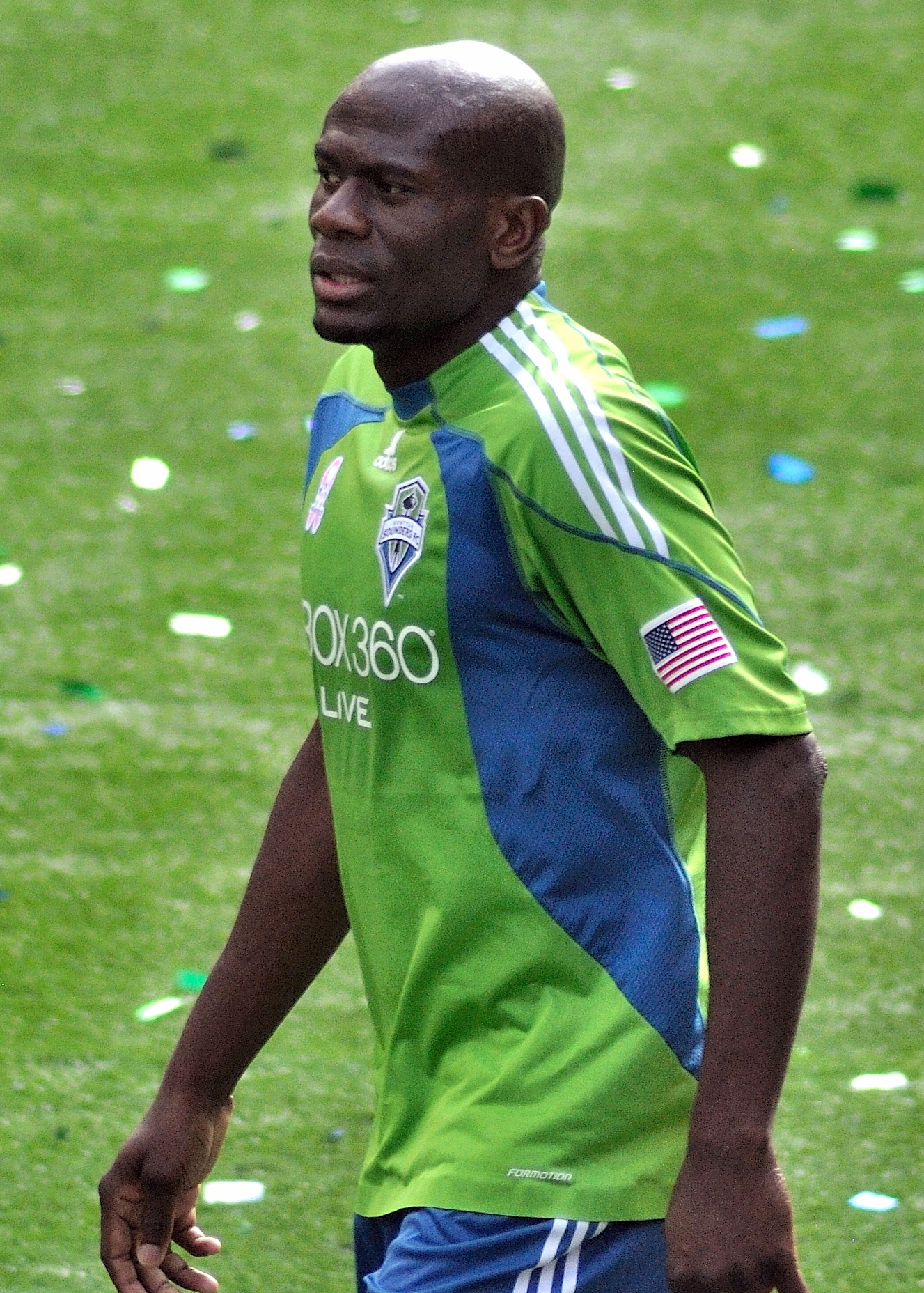
Блез Нкуфо під час виступів за «Сіетл Саундерс». 2010 рік

| Сезон   | Клуб             | Ліга             | Ігор | Голів |
| ------- | ---------------- | ---------------- | ---- | ----- |
| 1993/94 | «Лозанна»        | Суперліга        | 2    | 0     |
| 1994/95 | «Ешаллан»        | Челедж-ліга      | 16   | 9     |
| 1995/96 | «Аль-Арабі»      | Q-ліга           | 12   | 6     |
| 1996/97 | «Івердон Спорт»  | Челедж-ліга      | 35   | 12    |
| 1997/98 | «Лозанна»        | Суперліга        | 34   | 18    |
| 1998/99 | «Ґрассгоппер»    | Суперліга        | 13   | 2     |
| 1998/99 | «Лугано»         | Суперліга        | 11   | 10    |
| 1999/00 | «Лугано»         | Суперліга        | 10   | 4     |
| 1999/00 | «Ґрассгоппер»    | Суперліга        | 5    | 2     |
| 2000/01 | «Люцерн»         | Суперліга        | 19   | 7     |
| 2000/01 | «Майнц 05»       | Друга Бундесліга | 14   | 6     |
| 2001/02 | «Майнц 05»       | Друга Бундесліга | 28   | 14    |
| 2002/03 | «Ганновер 96»    | Бундесліга       | 9    | 0     |
| 2003/04 | «Твенте»         | Ередивізі        | 28   | 14    |
| 2004/05 | «Твенте»         | Ередивізі        | 32   | 16    |
| 2005/06 | «Твенте»         | Ередивізі        | 32   | 12    |
| 2006/07 | «Твенте»         | Ередивізі        | 34   | 22    |
| 2007/08 | «Твенте»         | Ередивізі        | 34   | 22    |
| 2008/09 | «Твенте»         | Ередивізі        | 28   | 16    |
| 2009/10 | «Твенте»         | Ередивізі        | 31   | 12    |
| 2010    | «Сіетл Саундерс» | МЛС              | 11   | 5     |

## Титули і досягнення
- Володар Кубка Швейцарії (1):

«Лозанна»: 1997-98
- Чемпіон Нідерландів (1):

«Твенте»: 2009-10